# کوشکک (ملارد)
کوشکک، روستایی از توابع بخش صفادشت شهرستان ملارد در استان تهران ایران است.

## جمعیت
این روستا در دهستان بی بی سکینه قرار دارد و براساس سرشماری مرکز آمار ایران در سال ۱۳۸۵، جمعیت آن ۷۸۸ نفر (۱۹۷خانوار) بوده‌است.